# Čehoslovačka kruna
Kruna čehoslovačka (češ. koruna československá, slč. koruna československá) je valuta, koja je važila u Čehoslovačkoj od 1918. do 8.2. 1993. godine. Zvanična lokalna skraćenica u periodu predratne Čehoslovačke bila je Kč, a od 1945. Kčs. Međunarodna ISO 4217 slovna oznaka je bila CSK, a numerička 200 (Takođe i CSJ).
Kruna se delila na 100 halera (češ. haléř, slč. halier).
Kovanice halera su postepeno usled inflacije povlačene iz prometa, tako da je 1992. najmanja važeća kovanica bila deset halera.
Pri podeli Čehoslovačke 1993. godine, podeljena je i valuta — na Češku krunu i Slovačku krunu. Zamena je izvršena i odnosu 1:1.

## Kovanice predratne Čehoslovačke i posleratne kovanice do 1953. godine
- Predratne kovanice od 5Kč.
- Poređenje veličine predratnih kovanica od 5Kč. Levo kovanica iz 1925, u sredini srebrna kovanica iz 1928, a desno kovanica od nikla iz 1938.

### Predratne kovanice od 5Kč
Do 1938. iskovana su tri tipa kovanica od 5 kruna, čiji je autor bio poznati vajar Otto Guttfreund. Razlikove su se po materijalu, a delimično po dimenzijama i po dezenu ivice, dok su izgled lica i naličja bili zajednički.
Kovanica od 5Kč iz 1925. imale je prečnika oko 29,5mm i važila je do 1931. (mada je kratkotrajno važila i posle rata).
1928. godine iskovana je srebrna kovanica, koje je bila nešto manjeg prečnika (27 mm) i najtanja od svih.
Treća kovanica od nikla iz 1938. prečnika isto 27 mm.
Zanimljivo je da su poslednje dve važile i za vreme II sv. rata u Protektoratu Bohemije i Moravske, pa i u posleratnoj Čehoslovačkoj — do 1947.
1945. su u opticaj uvedene u novčanice od 5 kruna.

## Spoljašnje veze
- Stranice Češke narodne banke — češka sredstva plaćanja (језик: чешки)
- Galerija svih čehoslovačkih, protektoratskih i čeških novčaniva (језик: чешки)
- Pregled čeških kovanica (језик: чешки)
- Probni otkivci čehoslovačkih kovanica (језик: чешки)
- Članak o istorijskom razvoju čehoslovačke i slovačke valute (језик: словачки)